# Ulf Melin
Ulf Staffan Melin, född 4 januari 1952 i Gustav Adolfs församling i Borås, är en svensk ämbetsman och politiker (moderat), som var riksdagsledamot 1988–1998 och 2000.
Mellan 2013 och 2018 var Ulf Melin generaldirektör på Universitets- och högskolerådet (UHR).
Han är gift med Gunilla Melin, rektor på Fredrika Bremergymnasierna i Haninge kommun.